# Gran Premio di Lugano 2003
Il Gran Premio di Lugano 2003, ventunesima edizione della corsa, si svolse il 2 marzo su un percorso di 169 km, con partenza e arrivo a Lugano. Fu vinto dal francese David Moncoutié della Cofidis davanti al russo Alexander Kolobnev e all'ucraino Ruslan Gryschenko.

## Ordine d'arrivo (Top 10)
| Pos. | Corridore          | Squadra                 | Tempo    |
| ---- | ------------------ | ----------------------- | -------- |
| 1    | David Moncoutié    | Cofidis                 | 4h25'23" |
| 2    | Alexander Kolobnev | Domina Vacanze-Elitron  | a 33"    |
| 3    | Ruslan Gryschenko  | Landbouwkrediet-Colnago | a 34"    |
| 4    | Kurt-Asle Arvesen  | Team Fakta              | a 37"    |
| 5    | Jérôme Pineau      | Brioches La Boulangère  | s.t.     |
| 6    | Francesco Bellotti | Mercatone Uno-Scanavino | s.t.     |
| 7    | Ludovic Martin     | Jean Delatour           | s.t.     |
| 8    | Marcel Strauss     | Gerolsteiner            | s.t.     |
| 9    | Michele Gobbi      | De Nardi                | s.t.     |
| 10   | Mikel Astarloza    | Ag2r Prévoyance         | a 2'11"  |